# Брнович, Бранко
Бранко Брнович (черног. Branislav Brnović; 8 августа 1967, Титоград, СФРЮ) — югославский черногорский футболист и тренер.
Выступал за «Будучност» из родного города, белградский «Партизан», «Эспаньол» и черногорский «Ком». Также выступал за молодёжную и национальную сборную социалистической Югославии и сборную Союзной республики Югославия. Победитель молодёжного чемпионата мира 1987, финалист молодёжного чемпионата Европы 1990 и участник чемпионата мира 1998.
После завершения карьеры профессионального футболиста стал ассистентом главного тренера сборной Черногории. В сентябре 2011 после увольнения Златко Кранчара возглавил сборную Черногории.

## Биография

### Клубная карьера
Первым профессиональным клубом Бранко стала титоградская «Будучност». В 1991 году Брнович подписывает контракт с одним из ведущих клубов Югославии и уезжает в Белград, в «Партизан». В сезоне 1992/93 «Партизан» выигрывает чемпионат Югославии, а Бранко забивает в том сезоне 6 мячей.
В 1994 году Бранко подписывает контракт с «Эспаньолом» и уезжает в Испанию. Проведя в составе каталонского клуба шесть сезонов, в 2000 году Бранко решил покинуть Барселону, поскольку не являлся игроком основного состава. В сезоне 1999/00 Брнович провёл лишь одну игру в составе «попугаев».
В 2006 году в возрасте 40 лет, Брнович вернулся в профессиональный футбол, проведя сезон в составе клуба из столицы Черногории «Ком». После провозглашения независимости Черногорией 5 марта 2007 года стал помощником главного тренера сборной страны.

### Международная карьера
Брнович выступал в составе молодёжной сборной Югославии с которой стал победителем чемпионата мира 1987 и финалистом чемпионата Европы 1990. В составе главной сборной Югославии дебютировал 20 сентября 1989 года в товарищеском матче против Греции (3:0) в Нови Саде. Бранко принимал участие в матчах отборочного турнира к чемпионату Европы 1992.
После распада Югославии Брнович вызывался в сборную Союзной Республики Югославия. Сыграл 7 матчей в ходе отборочного турнира к чемпионату мира 1998. В 1998 году главным тренером национальной сборной Слободаном Сантрачем был включен в заявку на чемпионат мира во Франции. Брнович провёл три матча на турнире.

### Тренерская карьера
В сентябре 2011 года после поражения в матче отборочного турнира к чемпионату Европы 2012 от аутсайдера группы «G» сборной Уэльса (1:2), главный тренер сборной Черногории Златко Краньчар был отправлен в отставку. После этого главным тренером команды был назначен Брнович.
7 октября 2011 года сборная Черногории провела первый матч под руководством Брновича против сборной Англии. Проигрывая по ходу матча 0:2, черногорцы благодаря усилиям Зверотича и Делибашича сумели сравнять счёт. В параллельной игре швейцарцы проиграли Уэльсу и потеряли шансы догнать Черногорию в турнирной таблице. В последней, ничего не решающей игре черногорцы проиграли сборной Швейцарии (0:2) и впервые в истории вышли в стыковые матчи. Однако в стыковых матчах черногорцы уступили сборной Чехии (0:2 и 0:1) и не сумели пробиться на чемпионат Европы.

## Достижения
- Чемпион Югославии: 1992/93, 1993/94
- Обладатель Кубка Югославии: 1992, 1994
- Финалист Кубка Югославии: 1993
- Обладатель Кубка Испании: 1999/00
- Чемпион мира среди молодёжи: 1987
- Финалист Чемпионата Европы среди молодёжи: 1990